# 滝夜叉姫

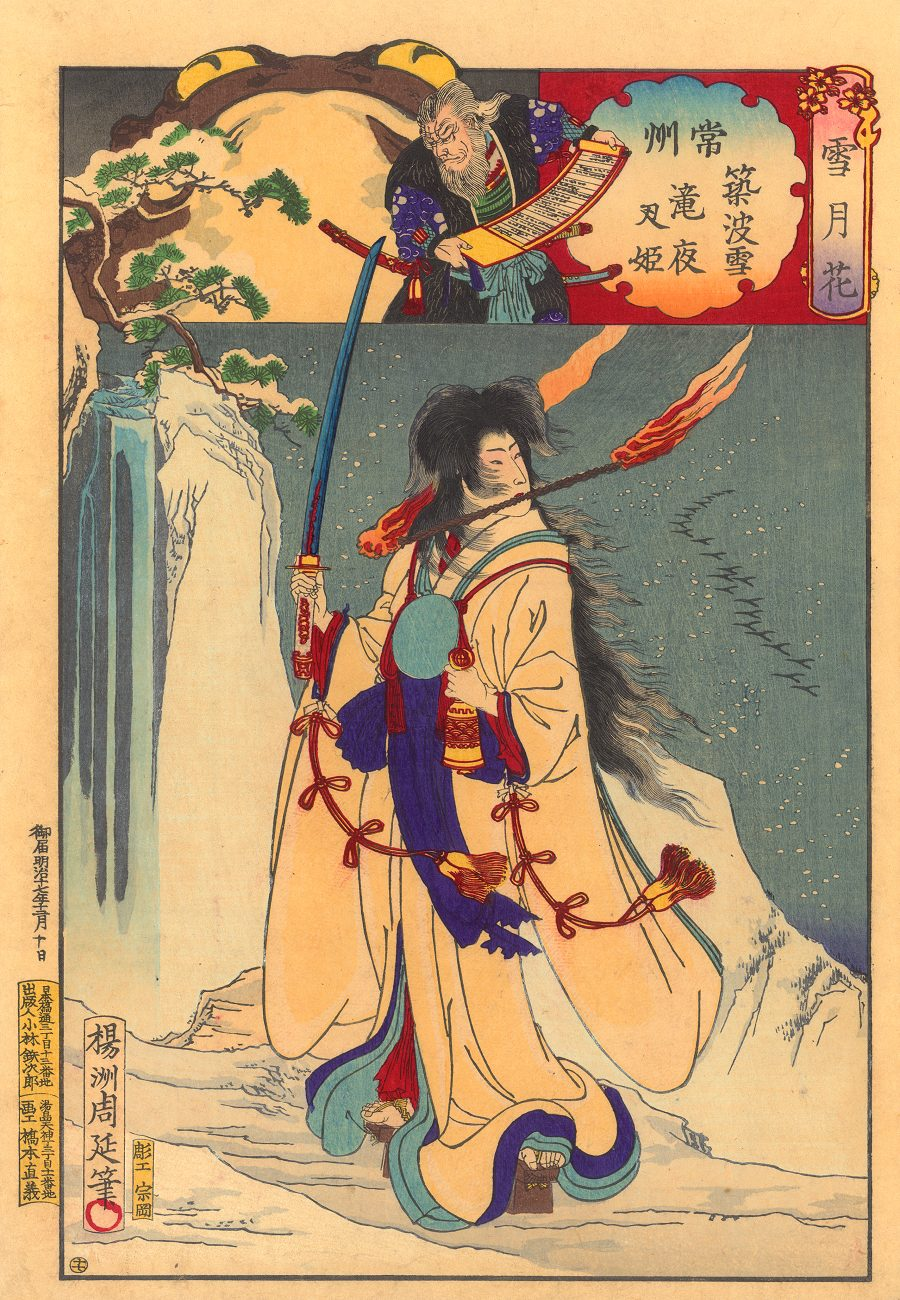
滝夜叉姫（楊洲周延画）

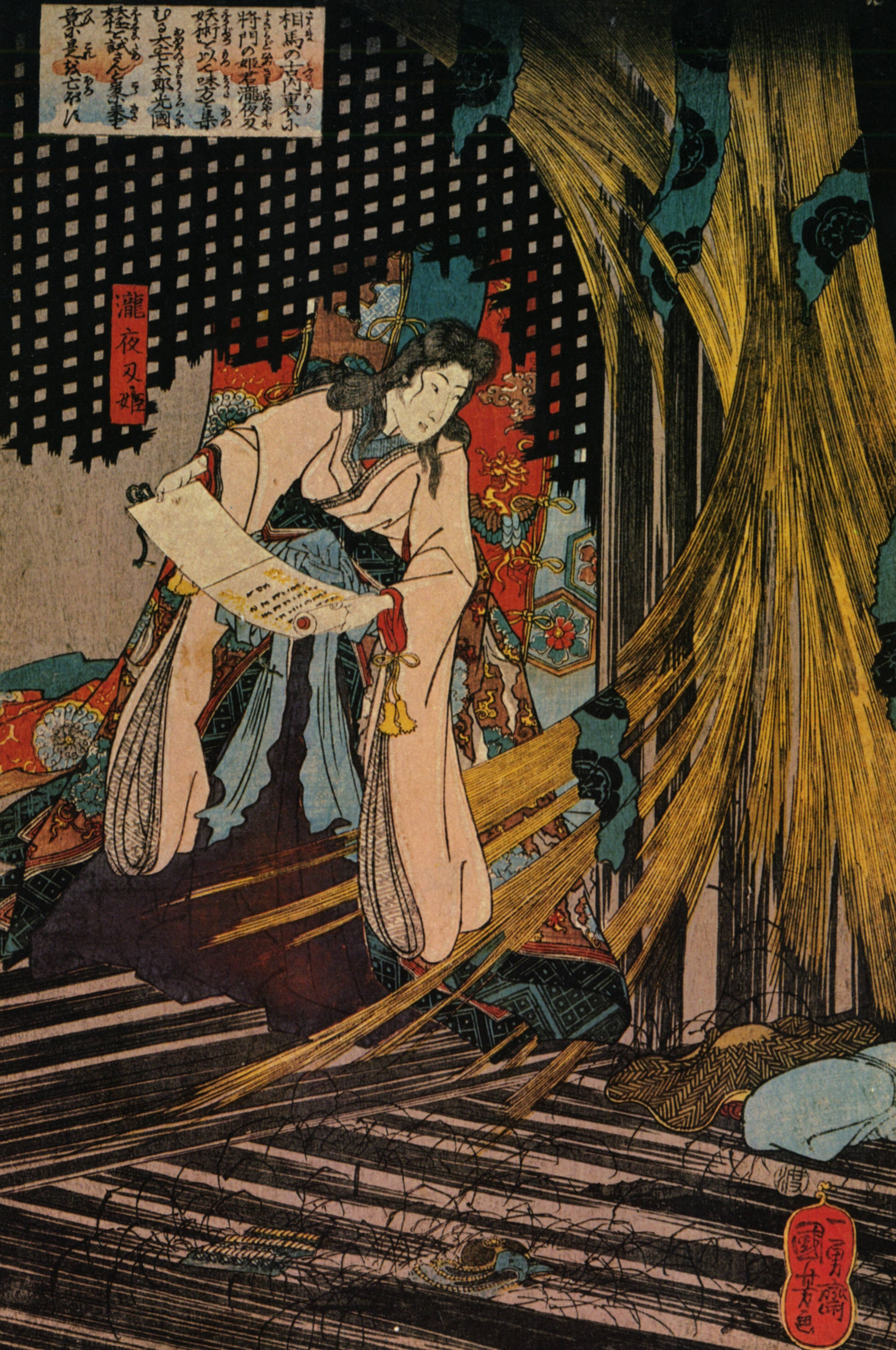
滝夜叉姫（歌川国芳『相馬の古内裏』より）

滝夜叉姫（たきやしゃひめ）は、平将門の娘とされる伝説上の妖術使い。本来の名は五月姫（さつきひめ）または滝姫（たきひめ）という。

## 概要
『元亨釈書』に記されている平将門の娘・如蔵尼をモデルに、山東京伝が読本『善知安方忠義伝』で最初に語ったものと考えられている。福島県磐梯町の恵日寺にある如蔵尼の墓碑に『滝夜叉姫が将門の死後に再興を図ったが失敗し出家した』と記されている。
天慶の乱にて父将門が討たれ、一族郎党は滅ぼされるが、生き残った五月姫は怨念を募らせ、貴船明神の社に丑三つ時に参るようになった。満願の二十一夜目には貴船明神の荒御霊の声が聞こえ、五月姫は妖術を授けられ、滝夜叉姫となった。
滝夜叉姫は下総国へ戻り、相馬の城にて夜叉丸や蜘蛛丸ら手下を集め、朝廷転覆の反乱を起こそうとするが、先手を打った朝廷が滝夜叉姫成敗の勅命を大宅中将光圀（通称太郎）と山城光成に下していた。相馬の城の内裏に追い詰められた滝夜叉姫はドクロの化け物を呼び出し応戦するが、激闘の末に敗れる。敗れた滝夜叉姫は死して平将門のもとに昇天したとも、尼寺に入り生涯をすごしたとも言われる。
現在の茨城県つくば市松塚の東福寺から200メートルほど離れた小さな塚は、東福寺周辺では滝夜叉姫の墓であるとされている。なお、東福寺周辺では滝夜盛姫（たきやもりひめ）と伝わっている。

## 題材とした創作
- 歌舞伎

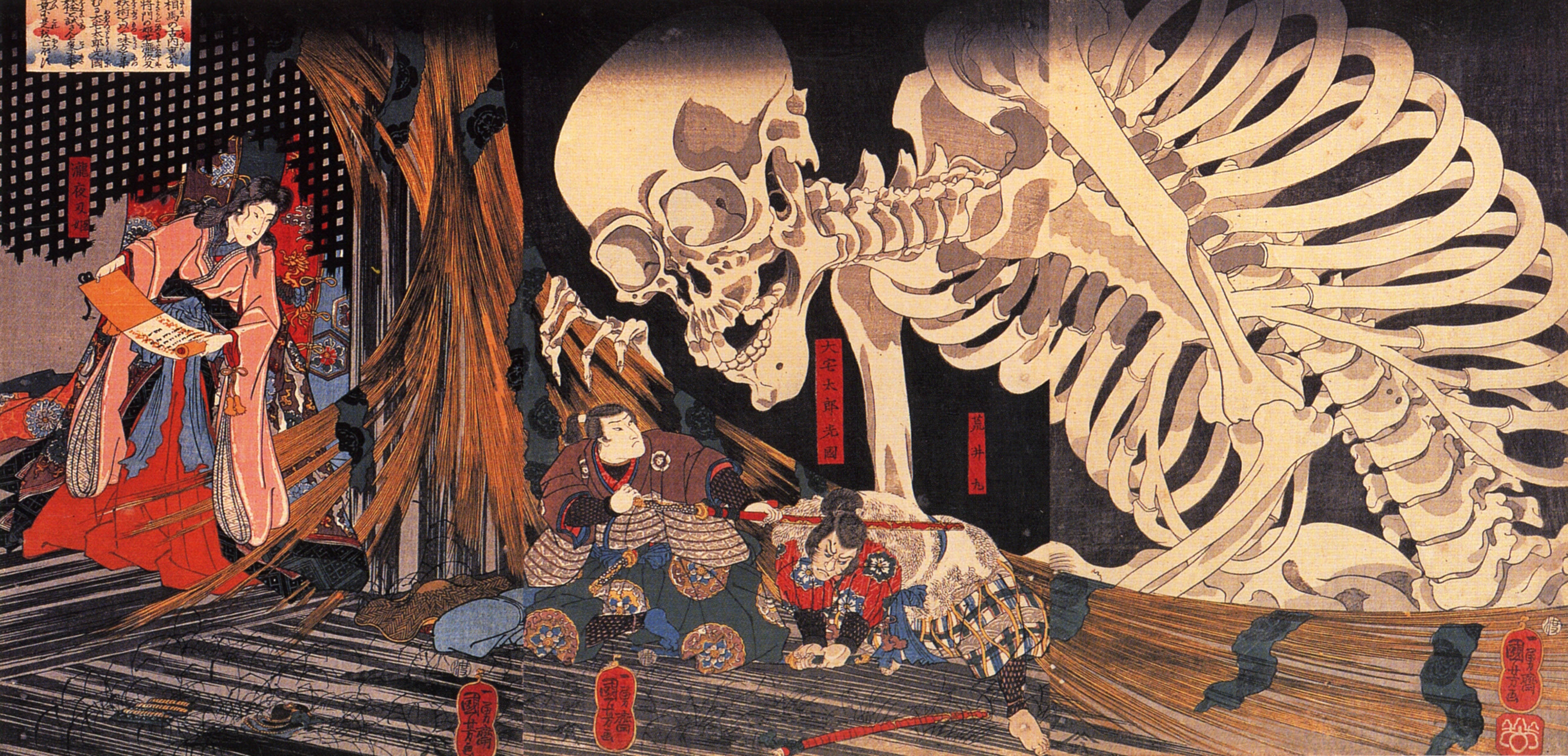
相馬の古内裏（歌川国芳画）

  - 忍夜恋曲者（しのびよるこいはくせもの） - 1836年に市村座で1836年に『世善知鳥相馬旧殿（よにうとうそうまのふるごしょ）』の一場面として初演された。滝夜叉姫は傾城如月（きさらぎ）に化け、大宅中将光圀と争う[4]。
- 相馬の古内裏 - 歌川国芳画
- 陰陽師 瀧夜叉姫 - 夢枕獏の小説。
  - 陰陽師 瀧夜叉姫 - 上記小説の漫画化。睦月ムンク作画。
  - 瀧夜叉姫 陰陽師絵草子 - 上記小説の漫画化。伊藤勢作画。
  - 陰陽師 (2020年のテレビドラマ) - 上記小説のテレビドラマ化。
- 鬼灯の冷徹 - 第149話（TVアニメ第弐期 第17話）「妖怪に学んだ男と妖怪を使う女」
- 鬼切丸伝 - 第百六話 滝夜叉姫鬼逸聞
- Unlucky Morpheusのアルバムと曲